# Station Fearn
Station Fearn (Engels: Fearn railway station) is het spoorwegstation van de Schotse plaats Hill of Fearn. Het station ligt aan de Far North Line en is geopend in 1874.